# The Tale of Tiffany Lust
The Tale of Tiffany Lust, conosciuto anche come Body Lust, è un film pornografico statunitense del 1979, diretto da Radley Metzger (non accreditato) e Gérard Kikoïne. La pellicola venne girata in varie location a New York. Sebbene già proiettata in Europa da due anni, negli Stati Uniti d'America uscì nelle sale solo nel settembre 1981.
The Tale of Tiffany Lust venne distribuito durante la cosiddetta "Golden Age of Porn" (inaugurata nel 1969 da Blue Movie di Andy Warhol), ed è una delle pellicole più note del filone "porno chic".

## Trama
Betty, una sua amica, suggerisce a Tiffany, una casalinga che vuole "ravvivare" la propria vita sessuale, di partecipare allo show radiofonico di Florence Nightingale nel quale gli ospiti sono chiamati a svolgere attività sessuali davanti a un pubblico dal vivo. Successivamente la donna scopre che anche suo marito si sollazza con attività simili a sua insaputa.